# Pere Bonet
Pere Bonet Cuito (Lérida, 1901 – París, 1980) fue un sindicalista y político español, militante de la Confederación Nacional del Trabajo (CNT), de la Unión General de Trabajadores (UGT) y del Partido Obrero de Unificación Marxista (POUM).
Tipógrafo de profesión, fue encarcelado por sus actividades sindicales durante la huelga general revolucionaria de 1917. Fue uno de los fundadores del semanario Lucha Social (1919), órgano de los sindicatos pro-bolcheviques de la CNT de Lérida. Asistió a la Conferencia Extraordinaria de la CNT de Cataluña celebrada en Blanes (Gerona) en julio de 1922. Fundador, junto a Joaquín Maurín, del semanario La Batalla (1922), sucesor de Lucha Social, será uno de los dirigentes de los sindicalistas revolucionarios partidarios de la Internacional Comunista que darán nacimiento al Bloque Obrero y Campesino (BOC) en 1930. Durante la Dictadura de Primo de Rivera fue encarcelado durante cuatro años (1925-1929) y después se exilió en París. Volvió a Barcelona en febrero de 1931. En abril de 1932 fue expulsado de la CNT tras el Pleno Regional celebrado en Sabadell, por su militancia política comunista. Fue elegido miembro del Comité Ejecutivo del BOC y como tal fue dirigente de la Alianza obrera de Cataluña (1933). Militante desde entonces de la UGT, participó en la fundación del POUM siendo elegido miembro de su Comité Ejecutivo (septiembre de 1935). En octubre de 1938, tras las Jornadas de mayo de 1937 y la consiguiente represión estalinista contra el partido, fue condenado a quince años de prisión en el proceso judicial contra la dirección de la organización. En enero de 1939 escapó de la prisión y se exilió en Francia, donde será internado en un campo de concentración. Permaneció en ese país durante el resto de su vida.